# Tyranneau de Cocos
Nesotriccus ridgwayi
Espèce
Statut de conservation UICN

 VU D2 : Vulnérable
Le Tyranneau de Cocos (Nesotriccus ridgwayi) est une espèce de passereaux de la famille des Tyrannidae.

## Répartition

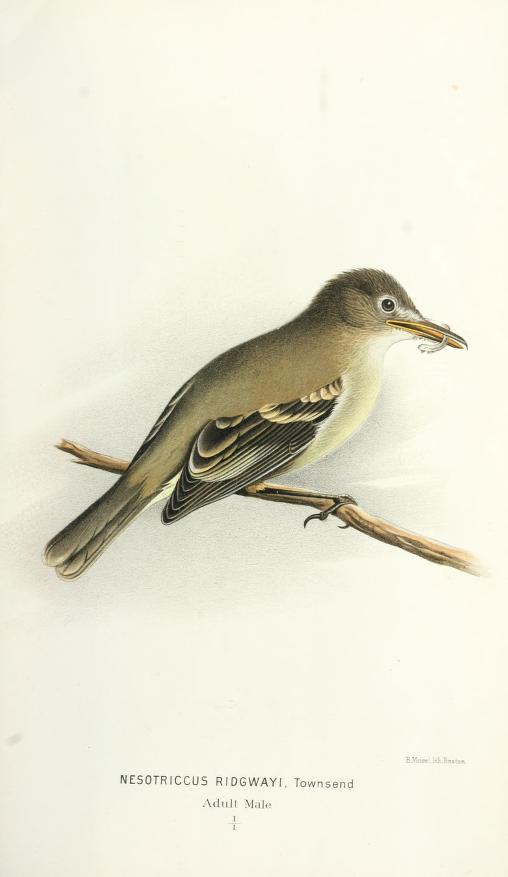
Illustration d'un tyranneau de Cocos (Nesotriccus ridgwayi), peut-être par Charles Haskins Townsend, 1895.

Cet oiseau est endémique de l'île Cocos au Costa Rica.
Les rats, les chats errants ainsi que les porcs (qui détruisent l'habitat) constituent une menace.